# Nicolas Baudin
Nicolas-Thomas Baudin (Saint-Martin-de-Ré, 17 febbraio 1754 – Mauritius, 16 settembre 1803) è stato un esploratore, cartografo, naturalista e idrografo francese.

## Biografia
Baudin nacque a Saint-Martin-de-Ré nell'Ile de Ré. All'età di 15 anni entrò nella Marina Mercantile, e a 20 fu assunto nella Compagnia francese delle Indie orientali (French East India Company). Si arruolò infine nella Marina Francese e servì nei Caraibi durante la Guerra d'indipendenza americana. Nel 1785 Baudin divenne comandante della Caroline che trasportava emigranti dalla Francia a New Orleans. 
Dopo la guerra Baudin comandò navi trasportanti botanici Austriaci nell'Oceano Indiano e nell'Oceano Pacifico, e schiavi dal Mozambico. Nel corso di questo periodo di tempo Baudin imparò la botanica e il modo di far sopravvivere le piante e gli animali a bordo.
Nel 1792 la Francia dichiarò guerra all'Austria e Baudin cercò senza successo di riarruolarsi nella Marina Francese. Tornò in Francia nel 1795 e andò a trovare Antoine de Jussieu al "Museo Nazionale di Storia Naturale" per suggerirgli di intraprendere un viaggio botanico nei Caraibi. Questo viaggio fu un successo, e Baudin tornò in Francia con una vasta collezione di piante, uccelli e insetti.
Nell'ottobre del 1800 fu selezionato per condurre quella che divenne poi nota come spedizione di Nicolas Baudin per cartografare la costa dell'Australia. Ebbe due navi, la corvetta Géographe e la corvetta Naturaliste comandata da Jacques Félix Emmanuel Hamelin e fu accompagnato da nove zoologi e botanici, tra cui André Michaux e Jean Baptiste Leschenault de la Tour. Raggiunse l'Australia nel maggio del 1801, e nell'aprile del 1802 incontrò Matthew Flinders, anch'egli incaricato di cartografare le coste, nella Encounter Bay.
Baudin fece quindi ancora nella colonia britannica di Sydney per fare provviste. A Sydney acquistò una nuova nave, la Casuarina, così chiamata dal tipo di legno con cui era stata costruita. Da lì mandò a casa la Naturaliste, che portava a bordo tutti i campioni che erano stati scoperti da Baudin e dal suo equipaggio. Fece quindi rotta per la Tasmania, prima di proseguire a nord per Timor. 
Due delle sue navi chiamate Jardinière, furono perse in naufragi, uno nel Pacifico e l'altro nel porto di Port Louis durante un uragano.
Baudin fece quindi vela verso casa, fermandosi nelle isole Mauritius, dove morì di tubercolosi.
Un certo numero di monumenti sono stati eretti per tutta l'Australia per commemorarlo, tra cui otto in West Australia . E Baudin Beach nell'Isola dei Canguri (Australia Meridionale) fu chiamata così in suo onore.
Alle sue due corvette Le Géographe e Le Naturaliste, egli intitolò alcune luoghi scoperti o visitati per la prima volta come la Baia Géographe, il Capo Naturaliste e il Plateau Naturaliste.

## Bibliografia

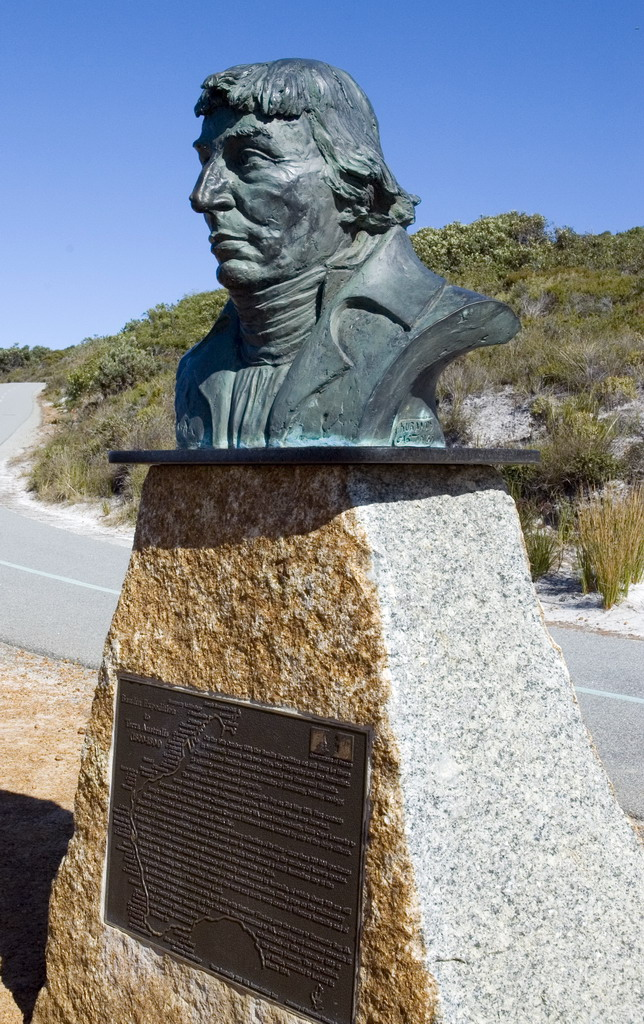
Busto di Baudin ad Albany (South Australia)